# 戸根千明
戸根 千明（とね ちあき、1992年10月17日 - ）は、京都府綴喜郡田辺町（現・京田辺市）出身の元プロ野球選手（投手）。左投左打。
2020年シーズンの後半には、投手登録のまま外野手としてイースタン・リーグの公式戦に出場していたが、2021年シーズンから投手へ再び専念している（詳細後述）。
妻はローカルアイドル（Niimoのメンバー）として活動していた佐々木舞夕（ささき まゆ）。

## 経歴

### プロ入り前
フィリピン系日本人（母親がフィリピン人）。京田辺市立田辺中学校在学中は、南京都NSボーイズでプレー。島根県の江の川高等学校に進学してからは、1年時夏の全国高等学校野球選手権島根大会からベンチ入りを果たした。校名が石見智翠館高校に変更された2年時からエースの座をつかんだものの、春夏とも甲子園球場の全国大会と無縁のまま、日本大学へ進学した。
日本大学では、1年時の春から東都大学野球のリーグ戦に登板。1年秋、2年春以外は2部リーグ在籍。1部では0勝だがリーグ戦通算で12勝14敗、防御率1.71という成績を残した。
2014年のNPBドラフト会議で、読売ジャイアンツから2巡目で指名。契約金7000万円、年俸1200万円（金額は推定）という条件で入団した。背番号は50。

### 巨人時代
2015年には、オープン戦で好成績を残したことを背景に、レギュラーシーズンの開幕から一軍に帯同。3月28日の対横浜DeNAベイスターズ戦（東京ドーム）で、公式戦デビューを果たした。その後も、山口鉄也やスコット・マシソンにつなぐ中継ぎでの登板が主体であった。9月12日の同カードで一軍公式戦初勝利を挙げた。最終的に、46試合登板、1勝1敗1セーブ5ホールド、防御率2.88を記録。オフに、1050万円増となる推定年俸2250万円という条件で契約を更改した。
2016年には、春季キャンプ中の2月21日にチャイニーズタイペイ代表との強化試合（3月5・6日に京セラドーム大阪で開催）の日本代表に追加登録された。6日の第2戦で6回裏に登板すると、1イニングを三者凡退に抑えた。シーズンでは、前年に続いて、中継ぎ主体の起用で一軍公式戦42試合登板、1勝0敗1セーブ5ホールド、防御率4.50を記録。オフに、250万増となる推定年俸2500万円という条件で契約を更改した。
2017年には、二軍のイースタン・リーグ公式戦では42試合の登板でリーグ最多の18セーブを記録。一軍ではチームのレギュラーシーズン最終戦でこの年唯一の白星を記録したものの、わずか6試合の登板に終わった。オフに、500万円減となる推定年俸2000万円という条件で契約を更改。
2018年には、一軍の春季キャンプに参加していたが、終盤にA型インフルエンザウイルスへ感染。その影響で調整が遅れたほか、左肘のコンディション不良に見舞われ、入団後初めて一軍公式戦への登板機会がなかった。オフに、500万円減となる推定年俸1500万円という条件で契約を更改した。
2019年には、オープン戦期間中の3月18日にMLB日本開幕戦のため訪日していたシアトル・マリナーズとのプレシーズンゲーム（いずれも東京ドーム）4回表一死二・三塁から登板。後に開幕第2戦で現役引退を表明するイチローから三振を奪ったほか、2番からの打順で迎えた5回表を三者凡退に抑えるなど、1回2/3を無失点で凌いだ。そのままレギュラーシーズンの開幕を一軍で迎えると、一軍公式戦26試合の登板で8ホールドと防御率1.99を記録した。しかし、通算投球イニング22回2/3で20四死球を出すなど、制球面で課題を露呈した。さらに、5月に右脇腹痛、8月には左肘内側の痛みを訴えるなど、戦線を頻繁に離脱。9月19日に左肘遊離軟骨の除去手術（左肘のクリーニング手術）を受け、以降はリハビリに専念した。オフに、500万円増となる推定年俸2000万円という条件で契約を更改。
2020年には、レギュラーシーズン開幕直前の6月6日に行われた練習試合で右脹脛の張りを訴えた。その影響で開幕一軍入りを逃し、開幕後はイースタン・リーグの公式戦にも登板しなかった。開幕翌月の7月中旬からは、投手登録のまま、三軍で投打の二刀流に挑戦。9月下旬からは、三軍の練習試合に指名打者や外野手として出場した。同月23日には、福岡ソフトバンクホークス三軍との練習試合で野手としての実戦初安打を打ち、左翼手として実戦で初めて外野の守備に就いた。イースタン・リーグの公式戦にも、野手として13試合に出場。打率.152、2打点という成績を残し、4試合で外野の守備に就いた。しかし、二刀流の難しさを痛感し、11月のフェニックスリーグへ参加する前に首脳陣へ相談。結局、翌2021年から投手へ再び専念することを決め、200万円減となる推定年俸1800万円という条件で契約を更改した。
2021年には、4月20日の対阪神戦で2年ぶりに一軍公式戦へ登板。後に出場選手登録を一時抹消されたが、5月中旬に再び登録されると、6月2日の対埼玉西武ライオンズ戦で自身4年ぶりの勝利を挙げた。6月29日の対広島戦（いずれも東京ドーム）では、2回表の途中からシーズン13試合目の登板を果たすと、2回裏二死二・三塁のチャンスで迎えた打席で適時打を記録。二刀流に挑戦していた前年にも達成できなかった一軍公式戦での初安打・初打点を、この一打で記録している。最終的に29試合に登板し、2勝0敗1セーブ、防御率4.82を記録。12月14日、300万円増となる推定年俸2100万円で契約を更改した。
2022年は、一軍で9試合に登板し、0勝0敗、防御率5.02を記録。11月25日、300万円減となる推定年俸1800万円で契約を更改した。

### 広島時代
2022年12月9日、同年に初めて実施された現役ドラフトで広島東洋カープから指名され移籍した。12月19日に入団会見が行われた。背番号は「49」となった。
2023年は開幕一軍スタート。4月1日のヤクルト戦で移籍後初ホールド。4月15日のヤクルト戦で、移籍後初勝利を挙げる。その後、扁桃炎や内科疾患などで3度の登録抹消があり、最終的に24試合登板、1勝0敗5ホールド、防御率4.64を記録。100万円増となる推定年俸1900万円で契約を更改した。
2024年は一度も一軍での登板機会がなく、10月8日、球団から戦力外通告を受けた。取材に対して「10年間、NPBでプレーできるとは思っていなかった」と語っていた。

### 広島退団後
2025年1月6日に社会人野球の日本新薬への入団を発表。

## 選手としての特徴
投手としては、スリークォーターの投球フォームが特徴。最速147km/hのストレートに、スライダー・カーブ・チェンジアップを織り交ぜている。
左打者としての豪快なスイング、身体能力の高さ、高校時代に対外試合で通算39本塁打を記録した実績を買われて、巨人入団6年目（2020年）のシーズン途中から二刀流へ挑戦した。実際には3か月ほどで挑戦を断念したものの、左投手との対戦で内角攻めの後にスライダーを投げられて空振りを喫した経験から内角攻めの重要性、左翼守備中に見た投手の姿からマウンドでの立ち振る舞いの重要性を改めて認識。このような経験を生かすべく、2021年シーズンから投手へ再び専念することを決めた。もっとも、2021年に投手として登板した対広島戦で一軍公式戦初安打・初打点を記録した際には、二刀流の経験が再び注目されている。

## 詳細情報

### 年度別投手成績
| 年 度    | 球 団    | 登 板 | 先 発 | 完 投 | 完 封 | 無 四 球 | 勝 利 | 敗 戦 | セ 丨 ブ | ホ 丨 ル ド | 勝 率 | 打 者 | 投 球 回 | 被 安 打 | 被 本 塁 打 | 与 四 球 | 敬 遠 | 与 死 球 | 奪 三 振 | 暴 投 | ボ 丨 ク | 失 点 | 自 責 点 | 防 御 率 | W H I P |
| -------- | -------- | ----- | ----- | ----- | ----- | -------- | ----- | ----- | -------- | ----------- | ----- | ----- | -------- | -------- | ----------- | -------- | ----- | -------- | -------- | ----- | -------- | ----- | -------- | -------- | ------- |
| 2015     | 巨人     | 46    | 0     | 0     | 0     | 0        | 1     | 1     | 1        | 5           | .500  | 168   | 40.2     | 26       | 3           | 18       | 0     | 0        | 39       | 0     | 0        | 13    | 13       | 2.88     | 1.08    |
| 2016     | 巨人     | 42    | 0     | 0     | 0     | 0        | 1     | 0     | 1        | 5           | 1.000 | 161   | 36.0     | 37       | 5           | 17       | 0     | 3        | 25       | 0     | 0        | 19    | 18       | 4.50     | 1.50    |
| 2017     | 巨人     | 6     | 0     | 0     | 0     | 0        | 1     | 0     | 0        | 0           | 1.000 | 45    | 8.0      | 13       | 1           | 4        | 0     | 2        | 11       | 0     | 0        | 8     | 6        | 6.75     | 2.13    |
| 2019     | 巨人     | 26    | 0     | 0     | 0     | 0        | 0     | 1     | 0        | 8           | .000  | 104   | 22.2     | 17       | 2           | 17       | 2     | 3        | 21       | 0     | 0        | 7     | 5        | 1.99     | 1.50    |
| 2021     | 巨人     | 29    | 0     | 0     | 0     | 0        | 2     | 0     | 1        | 0           | 1.000 | 161   | 37.1     | 25       | 4           | 24       | 0     | 3        | 36       | 3     | 0        | 20    | 20       | 4.82     | 1.31    |
| 2022     | 巨人     | 9     | 0     | 0     | 0     | 0        | 0     | 0     | 0        | 0           | ----  | 63    | 14.1     | 16       | 4           | 3        | 0     | 1        | 9        | 0     | 0        | 8     | 8        | 5.02     | 1.33    |
| 2023     | 広島     | 24    | 0     | 0     | 0     | 0        | 1     | 0     | 0        | 5           | 1.000 | 103   | 21.1     | 22       | 3           | 16       | 1     | 0        | 11       | 0     | 0        | 14    | 11       | 4.64     | 1.78    |
| NPB：7年 | NPB：7年 | 182   | 0     | 0     | 0     | 0        | 6     | 2     | 3        | 23          | .750  | 805   | 180.1    | 156      | 22          | 99       | 3     | 12       | 152      | 3     | 0        | 89    | 81       | 4.04     | 1.41    |

- 2024年度シーズン終了時

### 年度別守備成績
| 年 度 | 球 団 | 投手  | 投手  | 投手  | 投手  | 投手  | 投手     |
| 年 度 | 球 団 | 試 合 | 刺 殺 | 補 殺 | 失 策 | 併 殺 | 守 備 率 |
| ----- | ----- | ----- | ----- | ----- | ----- | ----- | -------- |
| 2015  | 巨人  | 46    | 0     | 9     | 0     | 0     | 1.000    |
| 2016  | 巨人  | 42    | 4     | 7     | 0     | 1     | 1.000    |
| 2017  | 巨人  | 6     | 0     | 2     | 0     | 0     | 1.000    |
| 2019  | 巨人  | 26    | 2     | 7     | 0     | 1     | 1.000    |
| 2021  | 巨人  | 29    | 3     | 3     | 1     | 0     | .857     |
| 2022  | 巨人  | 9     | 0     | 2     | 0     | 0     | 1.000    |
| 2023  | 広島  | 24    | 0     | 2     | 1     | 0     | .667     |
| 通算  | 通算  | 182   | 9     | 32    | 2     | 2     | .953     |

- 2024年度シーズン終了時

### 記録
投手記録
- 初登板：2015年3月28日、対横浜DeNAベイスターズ2回戦（東京ドーム）、7回表に三番手で救援登板、1回無失点
- 初奪三振：同上、7回表に倉本寿彦から見逃し三振
- 初セーブ：2015年4月7日、対広島東洋カープ1回戦（MAZDA Zoom-Zoom スタジアム広島）、11回裏に5番手で救援登板、完了、1回無失点
- 初勝利：2015年9月12日、対横浜DeNAベイスターズ22回戦（東京ドーム）、6回表に3番手で救援登板、1回無失点3奪三振

打撃記録
- 初打席：2019年7月31日、対広島東洋カープ16回戦（東京ドーム）、5回裏にクリス・ジョンソンから一前犠打
- 初安打・初打点：2021年6月29日、対広島東洋カープ12回戦（東京ドーム）、3回裏に大瀬良大地から中前適時安打

### 登場曲
- 「Immortals (From "Big Hero 6")」Fall Out Boy（2015年）
- 「The Bomb」Pigeon John（2016年）
- 「The Race is On」作曲：古代祐三、湾岸ミッドナイト Maximum Tune 5DXより（2017年）
- 「Go Off」Lil Uzi Vert, Quavo & Travis Scott（2019年）
- 「Maria」Hwasa（2021年 - 2022年）
- 「限界突破×サバイバー」氷川きよし（2023年 - ）

### 背番号
- 50（2015年 - 2022年）
- 49（2023年 - 2024年）